# 超離子水

超離子水，又稱超离子冰，或冰的第18型(ICE XVIII) ，是一種在極高温度和極高压力下形成的水。超离子水的水分子結構是，氧离子结晶成均匀分布的晶格，而氢离子在氧晶格内自由漂浮。 自由移动的氢离子使超离子水几乎与典型金属一样具有导电性，使其成为超离子导体。 它是已知的 19 种冰晶相之一。超离子水与离子水不同，离子水是一种假设的液态，其特征是氢离子和氧离子的无序汤。

## 2018–2019 年实验
在2018 年，勞倫斯利佛摩國家實驗室的研究人员以360,000 psi（2,500 MPa）的压力下，在两块金刚石之间挤压水 。水被挤压成VII 型冰，比普通水密度高 60%。 